# 藤州镇
藤州镇，是中华人民共和国广西壮族自治区梧州市藤县下辖的一个乡镇级行政单位。

## 行政区划
藤州镇下辖以下地区：
大东社区、城西社区、朝阳社区、东风社区、城南社区、城东社区、胜西村、白坭村、东胜村、潭东村、礼秀村、纯平村、福善村、四旺村、中和村、古达村、新华村、大垌村、平政村、三坡村、积和村、丽新村、民生村、白沙村、河口村、永龙村、汶塘村、永清村、车塘村、安宁村、保良村、谷山村和贤德村。

## 交通
- 南广铁路：藤县站